# أماني العمر (مسلسل)
أماني العمر هو مسلسل كويتي بحريني. بدأ عرضه في سنة 2017 على أو اس ان يا هلا الأولى. بلغ عدد حلقاته 30 حلقة، وتبلغ مدة الحلقة الواحدة 40 دقيقة. وهو من تأليف محمد الكندري وإخراج حسين الحليبي. تم بث المسلسل لأول مرة بتاريخ 27 ديسمبر 2017. 
| الممثل (ة)      | الشخصية      |
| --------------- | ------------ |
| هنادي الكندري   | دكتورة سعاد  |
| أميرة محمد      | دكتورة تهاني |
| زينب غازي       | نورة         |
| إلهام علي       | أمل          |
| غدير السبتي     | أسماء        |
| صابرين البورشيد | شهد          |
| فيصل بوغازي     | بو غازي      |
| نواف النجم      | دكتور علي    |
| جمعان الرويعي   | عادل         |
| لطيفة المجرن    | أم شهد       |
| حسن محمد        | راشد         |